# 2019-es Notre-Dame-tűzeset
2019. április 15-én néhány perccel 19:00 óra előtt lángra kapott Párizs egyik legjelentősebb épületének, a felújítás alatt álló Notre-Dame-székesegyháznak a fából készült tetőszerkezete, amely néhány óra alatt szinte teljesen megsemmisült, ezen kívül összeomlott a katedrális huszártornya is. A tűz oka ismeretlen, nagy valószínűséggel kizárható a gyújtogatás. A helyszínre közel 500 tűzoltó vonult ki, akik csak éjfélre tudták visszaszorítani a tüzet. Az égő épület környékéről több mint ezer embert kellett evakuálni. Három nappal az eset után a francia bűnügyi rendőrség vezetője bejelentette, hogy feltehetően rövidzárlat okozta a tüzet, habár a nyomozókat biztonsági okokból nem engedték be a székesegyházba.

## Előzmények
Az 1163 és 1320 között, 158 éven át épült katedrális 2018-ra kritikus állapotúvá vált, miután (vélhetően a légszennyezés következtében) számos repedést fedeztek fel rajta. A katolikus egyház vezetői a katedrális felújítását sürgették, számos épületelemet pedig fával kellett pótolni, megelőzendő, hogy a járókelőkre szakadjanak. Az épületet később ennek hatására el is kezdték tatarozni, ezen munkálatok során gyulladt ki.

## A tűzeset

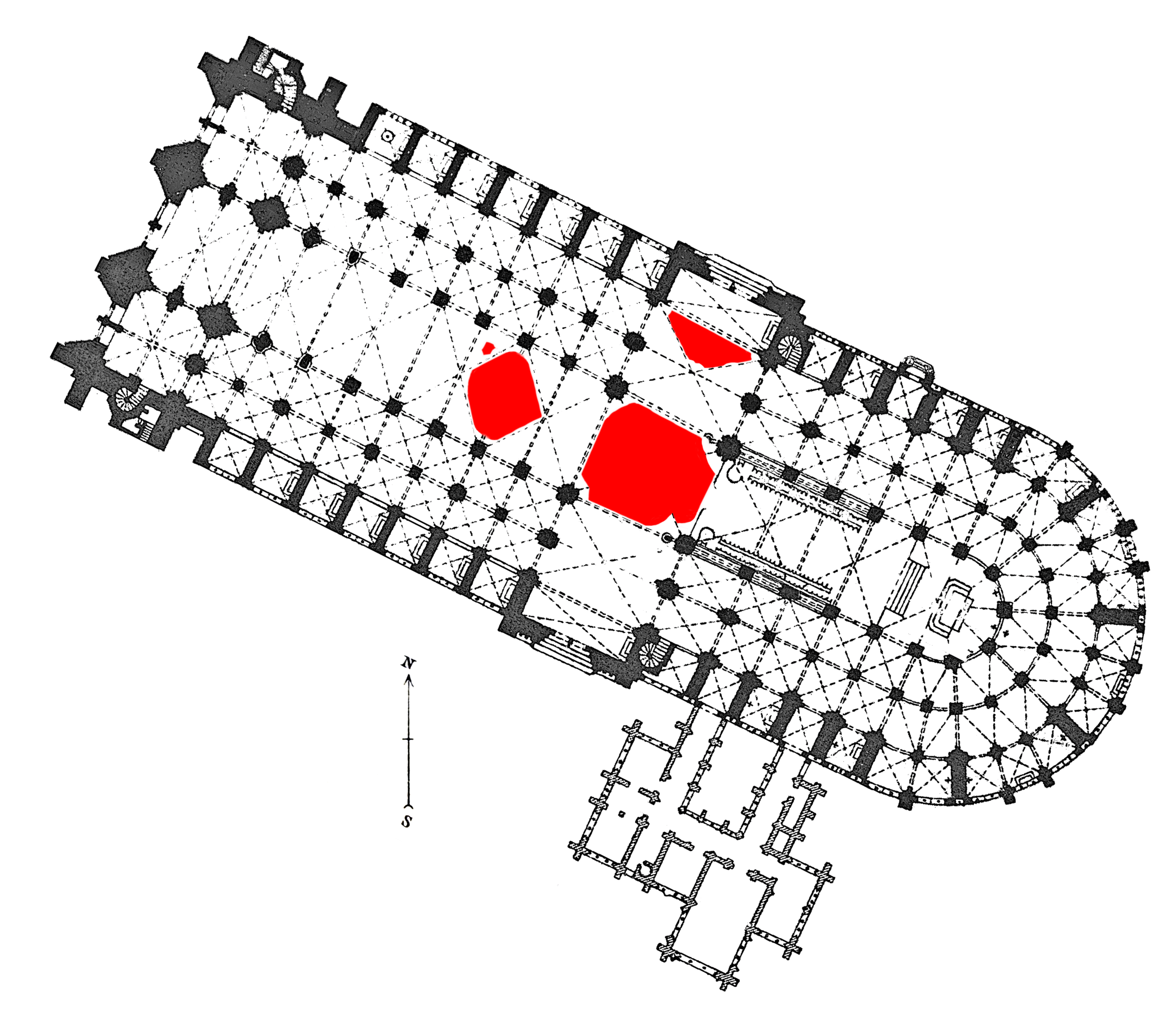
A tűzben összeomlott főszerkezet helye

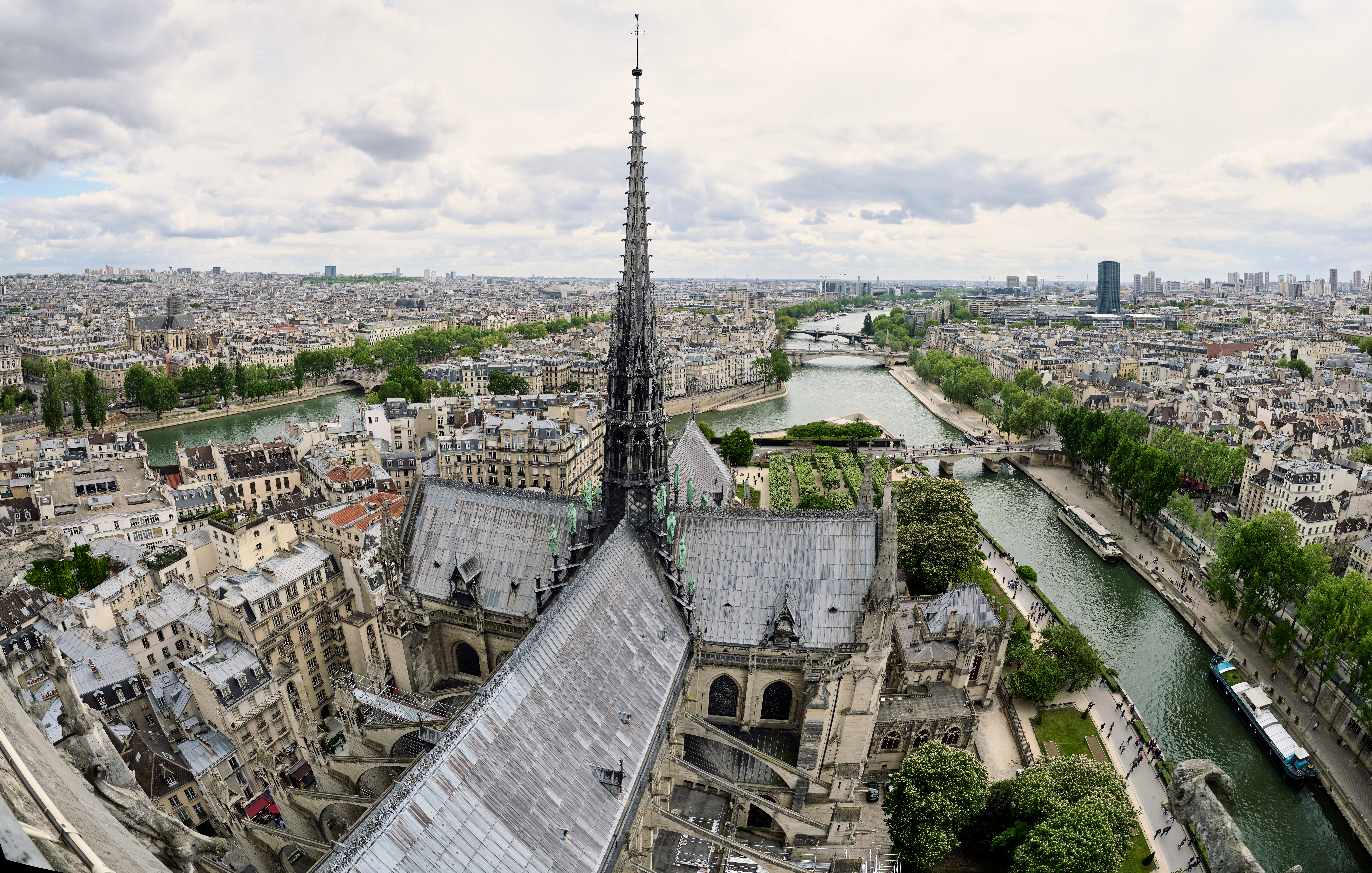
Az ép tetőszerkezet és a huszártorony panorámája

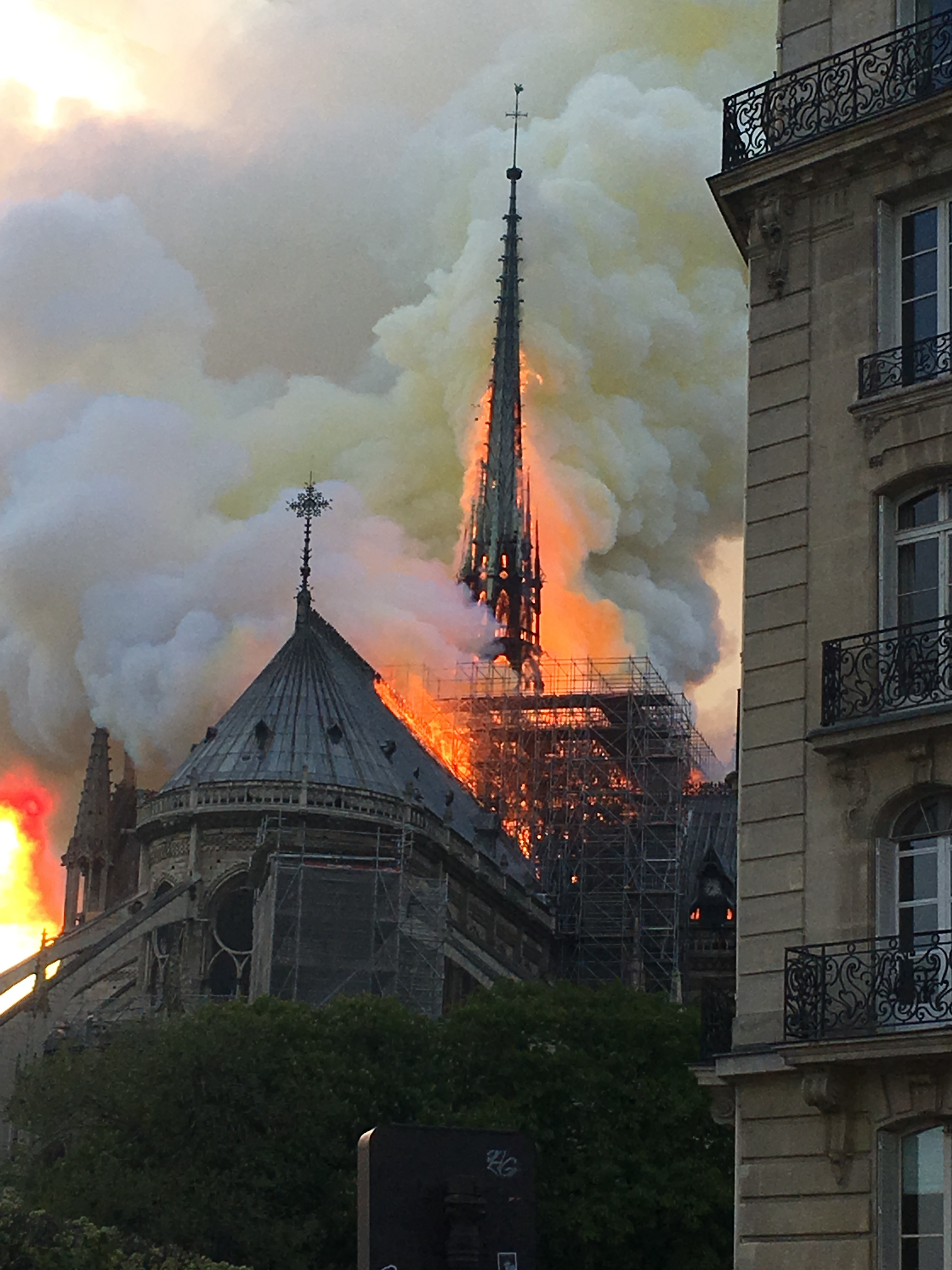
A huszártorony az összeomlása előtt

2019. április 15-én a késő délutáni órákban, egészen pontosan 19:00 óra előtt néhány perccel lángok csaptak fel a katedrális központi tetőszerkezetében, majd azok nem sokkal később átterjedtek a katedrális hátsó részeire, többek között a részben fából készült központi huszártoronyra is; ez a XIX. században emelt torony nem sokkal 20:00 óra előtt össze is omlott a tűz hatására. A francia tűzoltóság közel 500 emberrel érkezett a helyszínre. A székesegyház közvetlen környezetét kiürítette a hatóság, több mint ezer embert evakuáltak, a rendőrség és a tűzoltóság pedig lezárta a környező utcákat. Megerősítették, hogy a tűzeset a renováláshoz köthető baleset eredménye, nem merült fel a szándékos gyújtogatás gyanúja. 22:00 óra után már az építmény egyik harangtornyát is elérte a tűz, azonban a tűzoltóknak éjfélre sikerült visszaszorítani a lángokat, a harangtorony és a főszerkezet végül megmenekült. A katedrális műkincseit helyszíni beszámolók szerint sikerült kimenteni. Az oltás során egy tűzoltó és két rendőr könnyebb sérüléseket szenvedett. A katasztrófát követően az űrből készült műholdfelvételek szerint, a több mint fél napig tomboló tűzben a templom teljes felső része eltűnt a huszártoronnyal együtt.

## A tűz oka
A Le Parisien című újság szerint 18:00 után kigyulladt a tűzjelző, azonban egy számítógéphiba miatt a biztonsági rendszer rossz helyen mutatta a tűz helyét. A rendőrség első véleménye szerint elektromos rövidzárlat okozta a tüzet.

## Reakciók
Emmanuel Macron francia elnök az esemény hatására lemondta esti beszédét, és feleségével a helyszínre utazott. A tűzesetet felkavarónak és elkeserítőnek nevezte. Az eset kapcsán megszólalt többek között Donald Trump amerikai elnök, Melania Trump amerikai first lady, Mike Pence, az Egyesült Államok alelnöke, Angela Merkel német kancellár, Theresa May, az Egyesült Királyság miniszterelnöke, Sebastian Kurz osztrák kancellár, valamint Jean-Claude Juncker és Donald Tusk is, akik mindannyian együttérzésüket fejezték ki. Ferenc pápa szóvivője, Alessandro Gisotti szerint a katolikus egyház megrendülve és szomorúan fogadta a hírt. Macron országos vészhelyzetként értékelte a tűzesetet, és ígéretet tett rá, hogy újjáépítik a leégett katedrálist.

## Újjáépítés
A tűzeset után Macron francia elnök azt ígérte, öt év alatt helyreállítják a károkat. A székesegyház 2024. december 7-én nyitotta újra kapuit.